# Souterrain im Glen Tungadal
Das teilweise zerstörte Souterrain im Glen Tungadal liegt 200 m östlich des Loch Duagrich, bei Totardor im Fairy Glen im Zentrum der Isle of Skye in Schottland. Bei Souterrains wird zwischen „earth-cut“, „rock-cut“, „mixed“, „stone built“ und „wooden“ Souterrains unterschieden.
Souterrains kommen in der Regel im Zusammenhang mit eisenzeitlichen Strukturen vor. Mehr als 500 wurden in Schottland lokalisiert. Etwa 20 davon liegen auf Skye. Das Souterrains (lokal auch Earth House genannt) ist auf Ordnance-Survey-Karten als Dun markiert.

## Beschreibung
Das bronzezeitliche Souterrain hat noch eine etwa 7,0 m lange, gerade Galerie aus Trockenmauerwerk, („stone built“) überdacht mit langen Sturzsteinen, die etwa 0,2 m unter dem Boden liegen. Der Zugang liegt in einer Geländestufe. Die Wände sind gut gebaut, und auf der Südseite gibt es mehrere große Platten am Ende. Am Nordostende der Galerie gibt es Anzeichen, dass der Gang in einer Kurve in Richtung Norden und zurück in Richtung Westen verlaufen ist und vielleicht mit zwei ovalen Zellen verbunden war, die in einer Linie etwa parallel zur Galerie platziert waren. Diese Anzeichen sind unbestimmt, und ihre Existenz kann nur durch eine Ausgrabung überprüft werden. Sie erscheinen als etwa 3,6 und 2,7 m lange Hohlräume, die etwa 2,1 und 1,8 m breit sind.
In der Nähe liegen Reste einer Bienenkorbhütte von etwa 5,0 m Innendurchmesser und 1,5 m dicken Wänden
Weitere Souterrains auf Skye:
- Allt na Cille
- Souterrain im Glen Bracadale
- Claigan
- Kilvaxter
- Knock Ullinish
- Tigh Talamhain